# Toxorhina tenebrica
Toxorhina tenebrica là một loài ruồi trong họ Limoniidae. Chúng phân bố ở miền Australasia.